# Expedition
För andra betydelser, se Expedition (olika betydelser).
|  | Wiktionary har en ordboksartikel om expedition. |

Expedition (från lat. expedi'tio, 'verkställande', 'lösgörande') är ett kontor, där saker och ting expedieras. Gäller vanligtvis offentlig verksamhet, såsom tågexpedition, bilprovning eller dylikt. Expedition kallas också åtgärden att sända ut en handling från ett sådant kontor. Ibland benämns detta expediering. Begreppet expedition kan även avse en av en myndighet utfärdad handling som innehåller ett avgörande eller liknande.
Föregångarna till de svenska departementen kallades tidigare expeditioner, och även efter dess omorganisation kallades departementscheferna expeditionschefer.